# بيلندا بنشيتش
بيلندا بنشيتش (بالألمانية: Belinda Bencic) مواليد 10 مارس 1997 في سويسرا، هي لاعبة كرة مضرب سويسرية تلعب باليد اليمنى بدأت مسيرتها كمحترفة عام 2012 وتحتل حالياً المرتبة رقم. 16 (12 أكتوبر 2015) في تصنيف رابطة محترفات كرة المضرب. كما أنها إحدى بطلات الجراند سلام. أعلى تصنيف لها في الفردي كان المركز الـ 12 في سنة 2015.

## وصلات خارجية
- بيلندا بنشيتش على موقع رابطة محترفات التنس (الإنجليزية)
- بيلندا بنشيتش على موقع الاتحاد الدولي لكرة المضرب (الإنجليزية)
- بيلندا بنشيتش على موقع كأس بيلي جين كينغ (الإنجليزية)
- بيلندا بنشيتش على موقع بطولة ويمبلدون (الإنجليزية)
- بيلندا بنشيتش على موقع خلاصة التنس.كوم (الإنجليزية)
- بيلندا بنشيتش على موقع إي إس بي إن.كوم (الإنجليزية)
- بيلندا بنشيتش على موقع اللجنة الأولمبية الدولية (الإنجليزية)
- بيلندا بنشيتش على موقع أوليمبيديا (الإنجليزية)

- الموقع الرسمي